# The Courier (film, 2019)
Pour plus de détails, voir Fiche technique et Distribution.
The Courier est un film d'action américano-britannique coécrit et réalisé par Zackary Adler, sorti en 2019.

## Synopsis
À Londres, un témoin, Nick Murch, est sur le point de faire tomber Ezekiel Mannings, un baron de la drogue international arrêté et assigné à son domicile à Washington. Sous protection policière, il est emmené dans un endroit gouvernemental tenu secret pour témoigner à distance via vidéo conférence. Afin d'empêcher son témoignage, Mannings a réussi à introduire secrètement certains de ses hommes, dont les agents Bryant et Simmonds, parmi sa sécurité pour le liquider d'autant plus que Murch est l'unique personne à l'avoir vu assassiner des personnes. Lorsqu'une livreuse à moto découvre que le paquet qu'elle vient de déposer dans la planque en question contient un gaz toxique fabriqué avec du cyanure et que les gardes du corps de Murch ont été assassinés, elle parvient à se défendre contre les sbires de Mannings et sauve la vie du témoin clé. Ancien soldat, elle décide de mettre ses compétences à son service et s'enfuit avec lui dans le parking de l'immeuble où ils sont aussitôt enfermés. Elle doit désormais survivre aux assauts des hommes de main de Mannings, dirigés par Bryant, un agent gouvernemental corrompu déterminé à abattre Murch...

## Fiche technique
- Titre original et français : The Courier
- Titre québécois : Le Colis
- Réalisation : Zackary Adler
- Scénario : Zackary Adler, James Edward Barker, Andy Conway et Nicky Tate
- Montage : Nick McCahearty
- Musique : James Edward Barker et Tim Despic
- Photographie : Michel Abramowicz
- Producteurs : James Edward Barker, Marc Goldberg et David Haring
- Sociétés de production : Capstone Pictures, Signature Entertainment et Rollercoaster Angel Productions
- Société de distribution : Lionsgate (États-Unis), VVS Films (Québec), Signature Entertainment (Royaume-Uni), Metropolitan FilmExport (France)
- Pays d'origine :  États-Unis,  Royaume-Uni
- Langue originale : anglais
- Format : couleur - 2.35:1
- Genre : action
- Durée : 97 minutes
- Dates de sortie  :
  - États-Unis : 22 novembre 2019
  - Royaume-Uni : 20 décembre 2019
  - France : 15 juillet 2020 (en DVD et Blu-ray)

## Distribution
- Olga Kurylenko (VF : Mélanie Dermont) : Le Coursier
- Gary Oldman (VF : Franck Dacquin) : Ezekiel Mannings
- Amit Shah (VF : Olivier Premel) : Nick Murch
- Calli Taylor : Alys Mannings
- William Moseley (VF : Grégory Praet) : Agent Bryant
- Greg Orvis : le sniper
- Alicia Agneson : Agent Simmonds
- Craig Conway (VF : Bruno Bulte) : Agent Mickey Parlow
- Dermot Mulroney : Agent spécial Roberts